# Stark Samu
Stark Samu (1851. - Nyitra, 1910. január 4.) nyitrai igazgató, tanító, városi képviselő.

## Élete
Gyönki származású. Felesége Weisz Berta volt.
1869-1871-ben végzett a budapesti Országos Izraelita Tanítóképző-intézetben.
A nyitrai izraelita népiskola tanára, majd igazgató volt. 1898-ban igazgatósága alatt kapott a nyitrai hitközség új iskolaépületet. A nyitrai ortodox hitközség képviselőtestülete 1909 szeptemberében úgy határozott, hogy nyugalomba küldi és helyette Erdélyi Lipót veszi át az iskola igazgatóságát. Ezzel szemben az iskolaszék úgy döntött, hogy állásában megmarad, de hatásköre egy részét Erdélyi Lipótra ruházta.
1880-ban Nyitra vármegye magyar nyelvi tanítói póttanfolyamának német-magyar vezetője volt. 1880-tól a Nyitramegyei Tanítótestület alelnöke és a nyitrai Fröbel Egylet titkára lett. 1892-től a nyitrai izraelita nőegylet titkára. A helyi hitközségi iskolaszék jegyzője volt. Tagja volt az Országos magyar izraelita tanítóegyesületnek és az Eötvös-alapnak. Támogatta a Lederer-alapot is.
Két korszakban is (1898-ig és 1908-1909-ben) a Nyitrai Piarista Gimnázium izraelita hitoktatója volt.

## Elismerései
- 1885 Országos Gazdasági Egyesület díszoklevele iskolai takarékpéztár kezeléséért[13]
- 1895-ben ünnepelték negyedszázados tanítói jubileumát.[14]

## Művei
- 1885 A zsidó iskola és a bibliatanítás. Izraelita Tanügyi Értesítő 11/1, 18 (1885. november 8.)
- 1890 A bibliaoktatás kérdéséhez. Egyenlőség 9/20, 5-7 (május 16.)